# صفيحة سحب

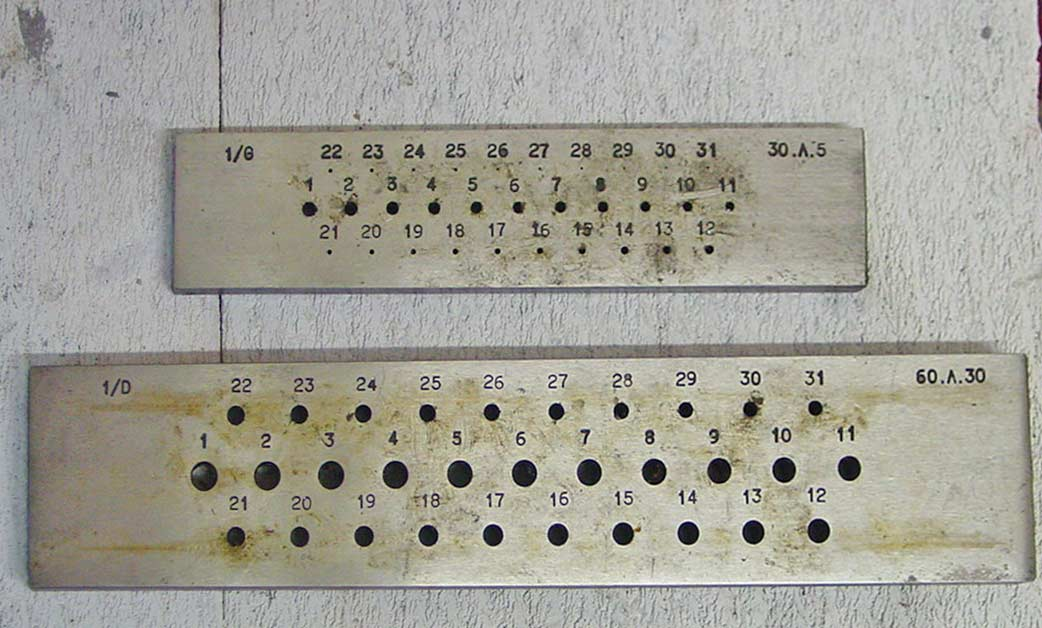
صفيحتين سحب بقياسات مختلفة

صفيحة السحب هي نوع من قالب لسك المعادن تتألف من صفيحة حديد قاسي وفيها ثقب واحد أو أكثر وذلك لسحب الأسلاك وجعلها أرفع.تجعل صفيحة مخصصة تحوي مابين عشرون إلى ثلاثون ثقب عملية سحب أسلاك مختلفة القطر أسهل.
مع عمود المخرطة، يمكن أن تسحب أنابيب من المعدن.يمكن لهذه الصفائح أن تأتي في أشكال وأحجام مختلفة لسحب الأسلاك ومنها ماهو مستدير،مربع،بيضوي، نصف دائري ومسدس الأضلاع.الصفيحة تملك صف من الثقوب المصنوعة بحيث تكون أوسع في الخلف.